# Исаакий Печерский

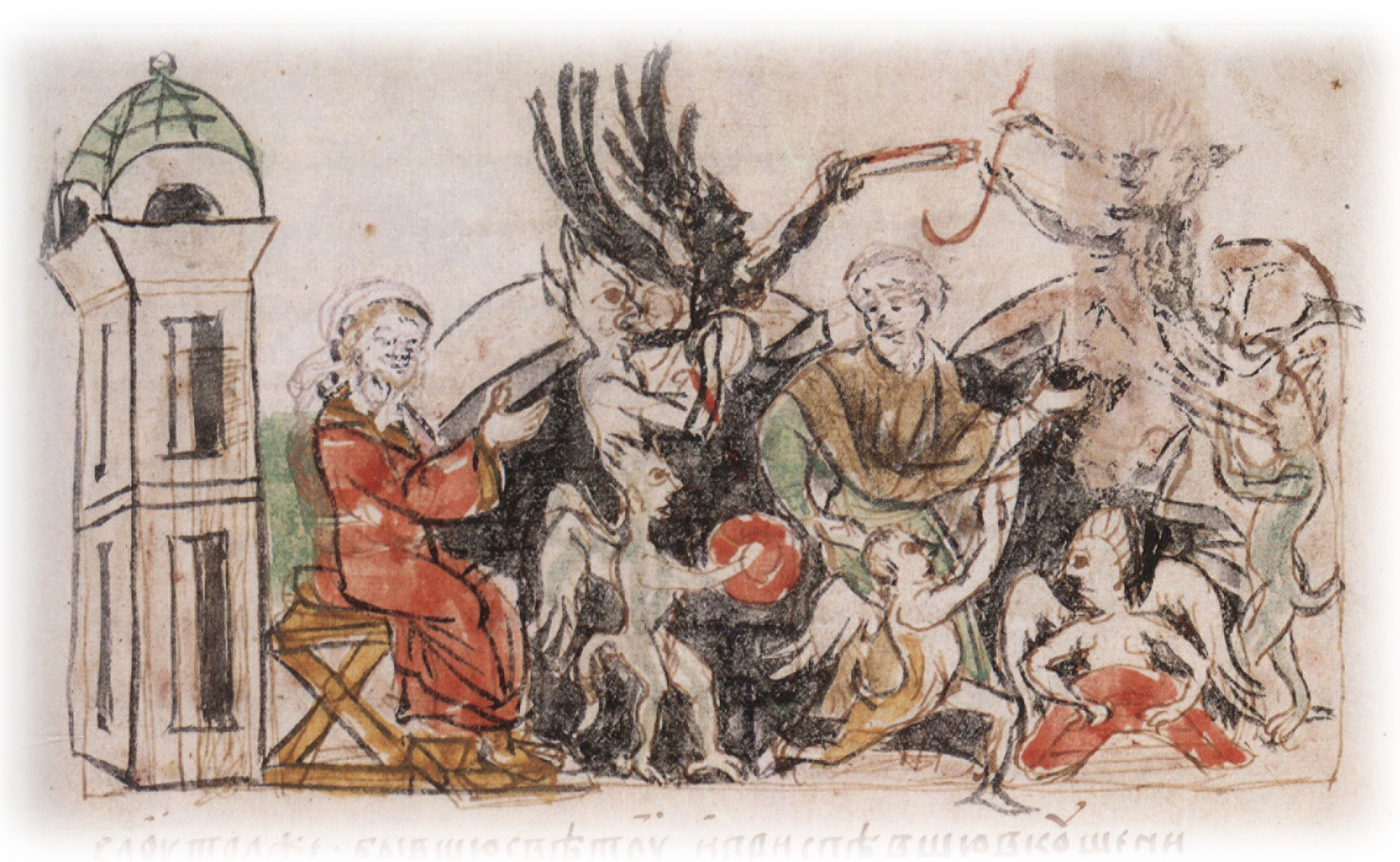
Бесовское игрище в келье Исакия. Миниатюра из Радзивилловской летописи, конец XV века

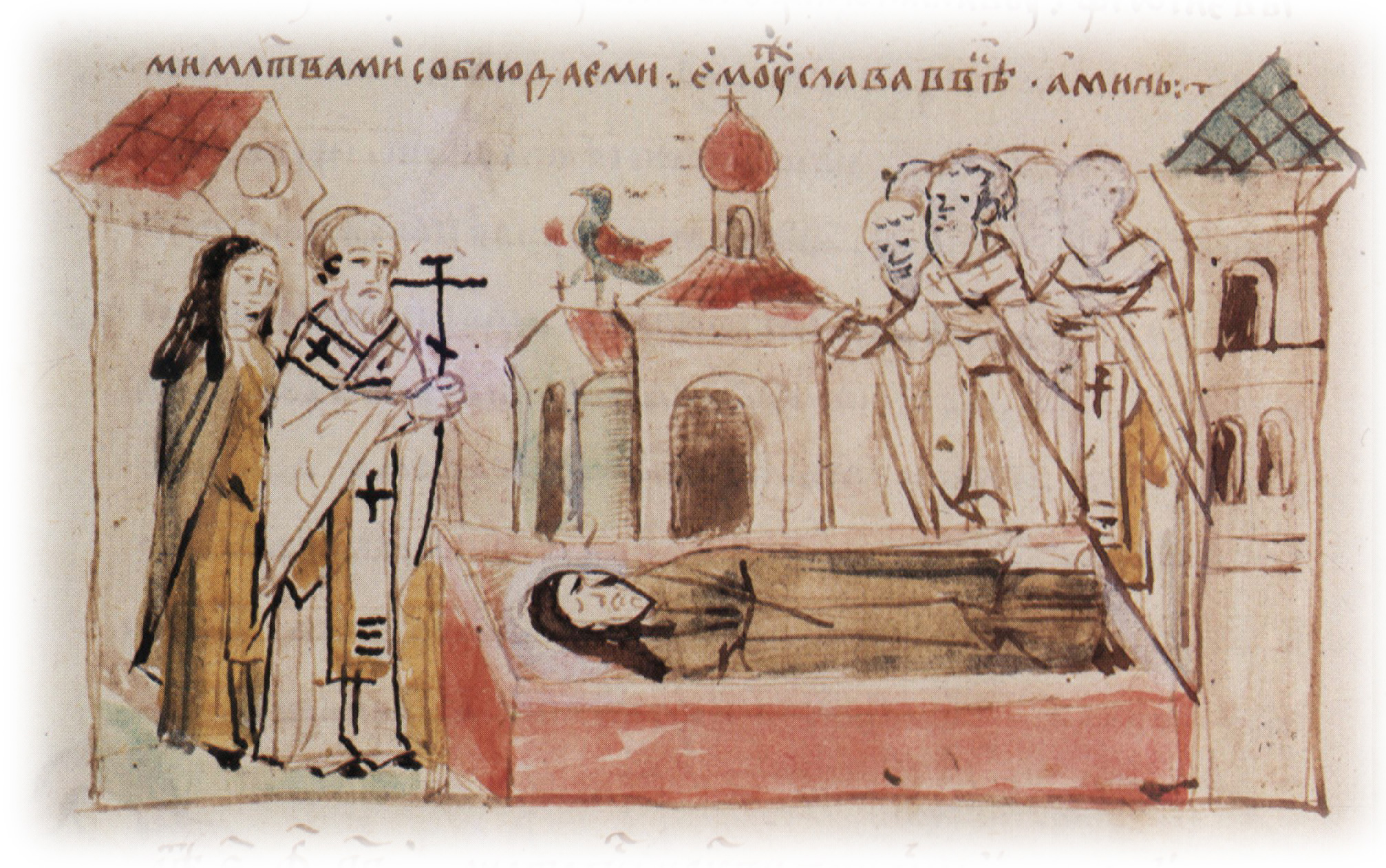
Погребение Исакия игуменом Иоанном и братией. Миниатюра из Радзивилловской летописи, конец XV века

Исаа́кий (ум. ок. 1090) — преподобный, затворник Киево-Печерский. Память совершается (по юлианскому календарю): 14 февраля (служба с полиелеем) и 28 сентября (Собор преподобных отцов Киево-Печерских Ближних пещер).
В миру был богатым купцом, родом торопчанин, по имени Чернь. По неизвестным причинам раздал всё своё имущество нищим, пришёл в Киев и принял постриг от преподобного Антония. Семь лет провёл в затворе.
Перед тем как Исаакий решил принять подвиг юродства, с ним, согласно житию, произошло следующее. До полуночи Исаакий каждый день пел псалмы. Однажды, когда он допел последний псалом и уже погасил свечу, внезапно пещеру озарил яркий свет, и показались два юноши, прекрасные, словно ангелы, вместе со Христом. Они приказали Исаакию поклониться Христу. Исаакий забыл осенить себя крестным знамением и не распознал в происходящем бесовское искушение. Тут же все юноши и Христос превратились в бесов, один из них приказал: «Возьмите сопели, и гусли, и бубны, и ударяйте, а Исаакий нам спляшет!». Зазвучала бесовская музыка, бесы схватили подвижника и стали с ним танцевать. После всего бесы исчезли, а подвижник остался лежать на полу кельи «бездвижим, едва жив». На другой день, когда настало время для вкушения пищи, преподобный Антоний подошёл к келье Исаакия и сотворил, по обыкновению, молитву. Но ответа на это не последовало. Антоний подумал, что преподобный Исаакий уже преставился, и послал в монастырь за братией. Раскопали пещеру и вынесли оттуда Исаакия. Он, однако, был ещё жив.
После выздоровления Исаакий первым на Руси принял на себя подвиг юродства. Скончался около 1090 года. Мощи его находятся в Антониевой пещере. Житие Исаакия читается в Ипатьевской летописи под 6582 (1074) годом, а также в Киево-Печерском патерике и Великих Четьях Минеях («Слово о Исааке монасе, его же прелсти диавол»).